# Katerînivka, Bilopillea
Katerînivka (în ucraineană Катеринівка) este un sat în comuna Pavlivka din raionul Bilopillea, regiunea Sumî, Ucraina.

## Demografie
Componența lingvistică a localității Katerînivka
     Ucraineană (95,73%)
     Rusă (4,27%)
Conform recensământului din 2001, majoritatea populației localității Katerînivka era vorbitoare de ucraineană (95,73%), existând în minoritate și vorbitori de rusă (4,27%).